# Maison militaire du Roi de France
La Maison Militaire du Roi de France (in italiano "Casa militare del re di Francia") era la parte militare della Maison du Roi de France sotto l'Ancien Régime. La sua missione principale era quella di garantire la protezione del re di Francia e della sua famiglia. Formalmente alle dipendenze del segretario di stato della Maison du Roi de France, de facto dipendeva dal ministro della guerra e dal suo segretario per il bilancio annuale.
In realtà il termine di maison militaire apparve solo nel XVII secolo sotto il governo di Luigi XIV di Francia quando le guardie del re raggiunsero il loro apogeo e conobbe un lungo declino nella metà del XVIII secolo.

## Storia

### L'Alto Medioevo
I Merovingi furono i primi ad avere a loro disposizione delle guardie per la loro sicurezza e quella della loro casa. Coloro che divenivano guardie personali del re erano i combattenti più fidati (solitamente gli antrustiones o i leudes). Fu probabilmente il re franco Gontrano, per ragioni di sicurezza personale, a costituire per primo un corpo di guardia, ma furono i Carolingi i primi a darle un'organizzazione vera e propria. In tale epoca le guardie del re, eredi dei pretoriani romani, erano chiamate "paladini" e si occupavano della sicurezza del palazzo. 
Sotto i primi Capetingi, la guardia del re si rafforzò ulteriormente, in particolare sotto i regni di Filippo I e Luigi VI, ed era composta da uomini scelti dell'esercito chiamati ostiarii o custodes, ovvero appunto "guardiani". Essi vennero posti all'interno e nella guardia esterna del palazzo reale e, almeno inizialmente,  non seguivano l'esercito ordinario e quindi non seguivano il re quando  prendeva parte direttamente a un conflitto, né quando  lasciava per qualche motivo la capitale. Durante la terza crociata nel 1191, Filippo Augusto istituì un primo vero e proprio corpo di guardia addetto alla sua persona ed organizzato sulla falsariga dell'esercito.

### Il Tardo Medioevo

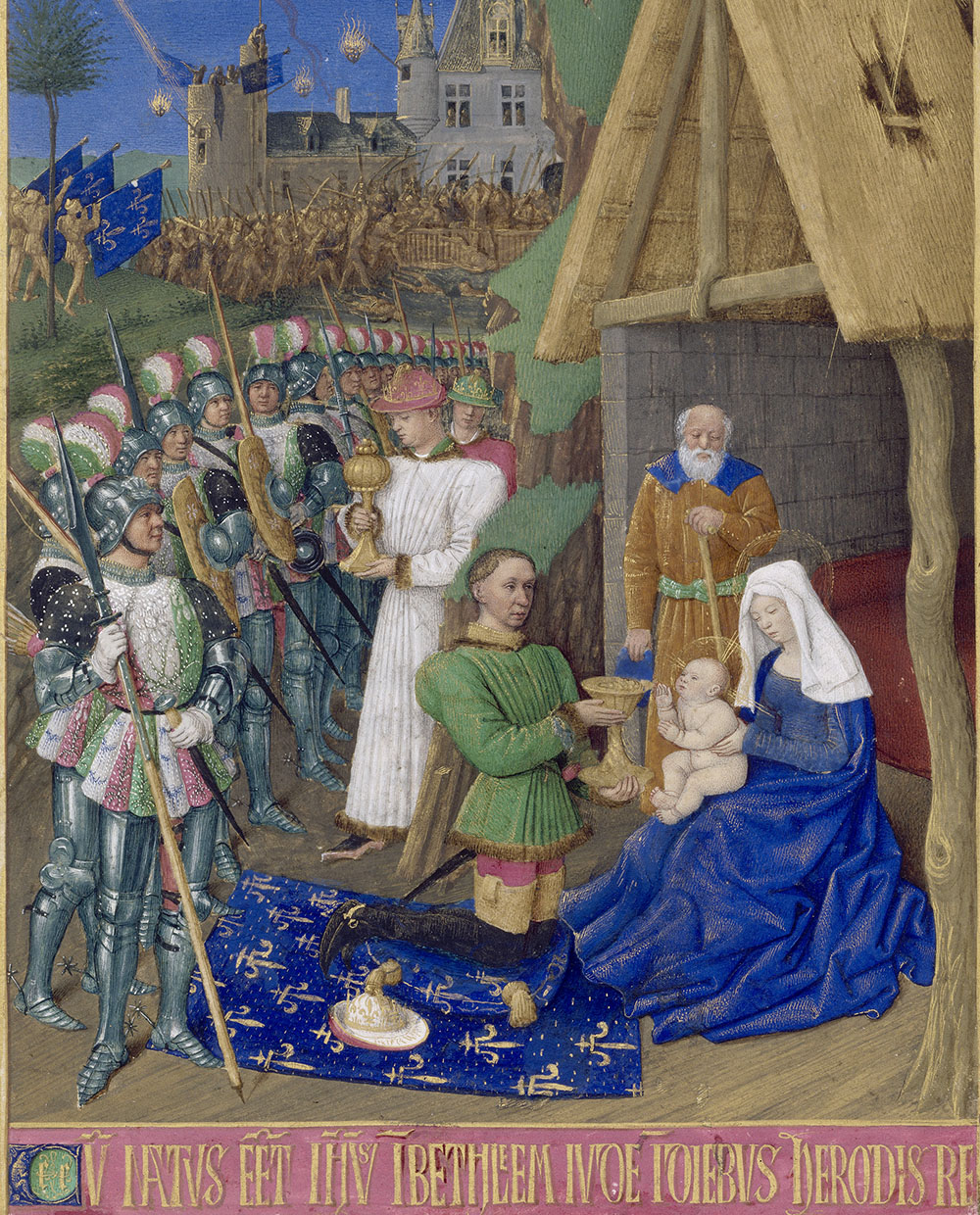
L'adorazione dei magi con Carlo VII attorniato dalla Guardia scozzese

All'inizio del XV secolo, i re di Francia iniziarono a circondarsi di guardie straniere, reputate meno soggette agli intrighi di corte e quindi più fidate delle truppe francesi, per quanto scelte dal sovrano. Una delle unità più prestigiose della maison militaire fu indubbiamente la Garde écossaise, creata da Carlo VII di Francia per suggellare la firma dell' Auld Alliance, menzionata dai documenti più antichi dal 1425.
Nel 1445, Giacomo II di Scozia inviò al re di Francia un corpo composto da ventiquattro guerrieri per garantire la sua sicurezza personali: questi andarono a costituire la compagnia degli arcieri del re dal 1453. Nel 1460, il numero di questi guerrieri venne aumentato sino a cento e la loro uniforme prese i colori bianco e oro della bandiera gigliata francese.
Luigi XI di Francia costituì la compagnia dei Cent-Suisses nel 1471, composta esclusivamente da mercenari svizzeri inizialmente dotati di alabarda. Questi servirono con zelo sotto Carlo VIII durante la sua spedizione a Napoli tra il 1494 e il 1497.
Con editto del 4 settembre 1474, venne istituita ufficialmente una compagnia di cento uomini d'arme francesi per custodire la persona del re che divennero noti come bec de corbins perché portavano una caratteristica ascia bilanciata sul manico da una punta ricurva. Questi prestavano servizio all'interno del palazzo, mentre la guardia scozzese fungeva da scorta del re fuori da esso. Nel 1479 Luigi XI creò una seconda compagnia francese di guardie del corpo.

### Il Rinascimento
Fu sotto il regno di Francesco I di Francia che
le truppe incaricate della sorveglianza della persona del re iniziarono a strutturarsi in maniera organica . La maison militaire nel 1515 risultava così composta nel 1515:
- Garde du corps du roi, un'unità di cavalleria organizzata in quattro compagnie, una scozzese e tre francesi.
- Garde de la porte, un'unità di fanteria incaricata di sorvegliare i cancelli interni del palazzo durante il giorno.
- Garde de la prévôté de l'Hôtel, un'unità a piedi responsabile della sorveglianza della corte agli ordini del maresciallo di Francia .
- Cent-Suisses, un'unità di fanteria d'élite composta da soldati svizzeri, istituita nel 1471 da Luigi XI.

### IlGrand Siécle

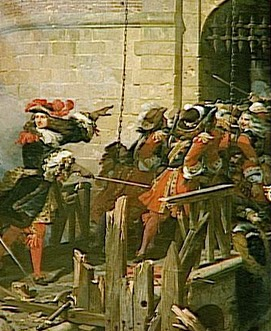
Moschettieri in azione alla presa di Valenciennes del 1677

Il numero di unità della maison militaire aumentò considerevolmente verso la fine del XVI secolo. Sotto il regno degli ultimi Valois e dei primi due Borboni furono create diverse unità aggiuntive:
- Il Régiment des Gardes françaises: unità di fanteria creata nel 1560 da Caterina de' Medici.
- I Chevau-léger de la Garde: unità di cavalleria leggera creata nel 1593. I suoi membri erano gli eredi dei bec de corbin.
- I Gendarmes de la Garde: unità di cavalleria pesante creata nel 1609.
- Il Régiment des Gardes suisses: reggimento di fanteria creato nel 1616. Non era ufficialmente un corpo parte della maison militaire del re, ma ne assunse tutte le funzioni.
- I moschettieri: compagnia di fanteria a cavallo creata nel 1622, sciolta nel 1646 e ricostituita nel 1657; nel 1660, il numero dei moschettieri venne raddoppiato dall'integrazione nella Maison du Roi  della compagnia dei moschettieri del cardinale Mazzarino.
- I Grenadiers à cheval de la Maison du Roi: compagnia creata da Luigi XIV nel 1676.

Fu probabilmente durante il regno di Luigi XIII che le truppe della maison militaire vennero divise in "guardie dentro il Louvre" (ovvero le guardie del corpo, i Cent-Suisse e le varie guardie di palazzo) e le "guardie fuori dal Louvre" (ovvero le altre unità). Si crearono inoltre le prime compagnie di cavalleria.
Luigi XIV decise di trasformare la casa militare in un vero e proprio corpo d'élite, incaricato non solo della protezione della persona del re, ma anche degli attacchi più difficili sul campo di battaglia. Occorre sottolineare ad esempio l'azione dei moschettieri a Maastricht nel 1673, dove D'Artagnan trovò la morte, come pure il ruolo delle guardie del corpo del re a Leuze nel 1691 e quella a Steinkerque nel 1692. Il numero delle truppe della maison militaire aumentò quindi in modo significativo.
Il re modernizzò personalmente uniformi e dotazioni, esigendo che brillassero in magnificenza ed efficienza. Luigi XIV introdusse regole più stringenti per entrare a far parte di questo corpo d'élite, introducendovi prevalentemente nobili o vecchi soldati distintisi per il loro coraggio nel difendere il trono di Francia e quindi affiancando l'aristocrazia al popolo meritevole. Tuttavia, era praticamente impossibile per un cittadino comune raggiungere il grado di ufficiale nella casa del re. Questa guardia ha sempre avuto la priorità sulle altre truppe e suoi posti d'onore.
Fu sotto il regno di Luigi XIV che le guardie del prevosto di Francia iniziarono a costituire perlopiù una forza di polizia 
nel moderno senso del termine piuttosto che un'unità militare.

### Il secolo dei lumi

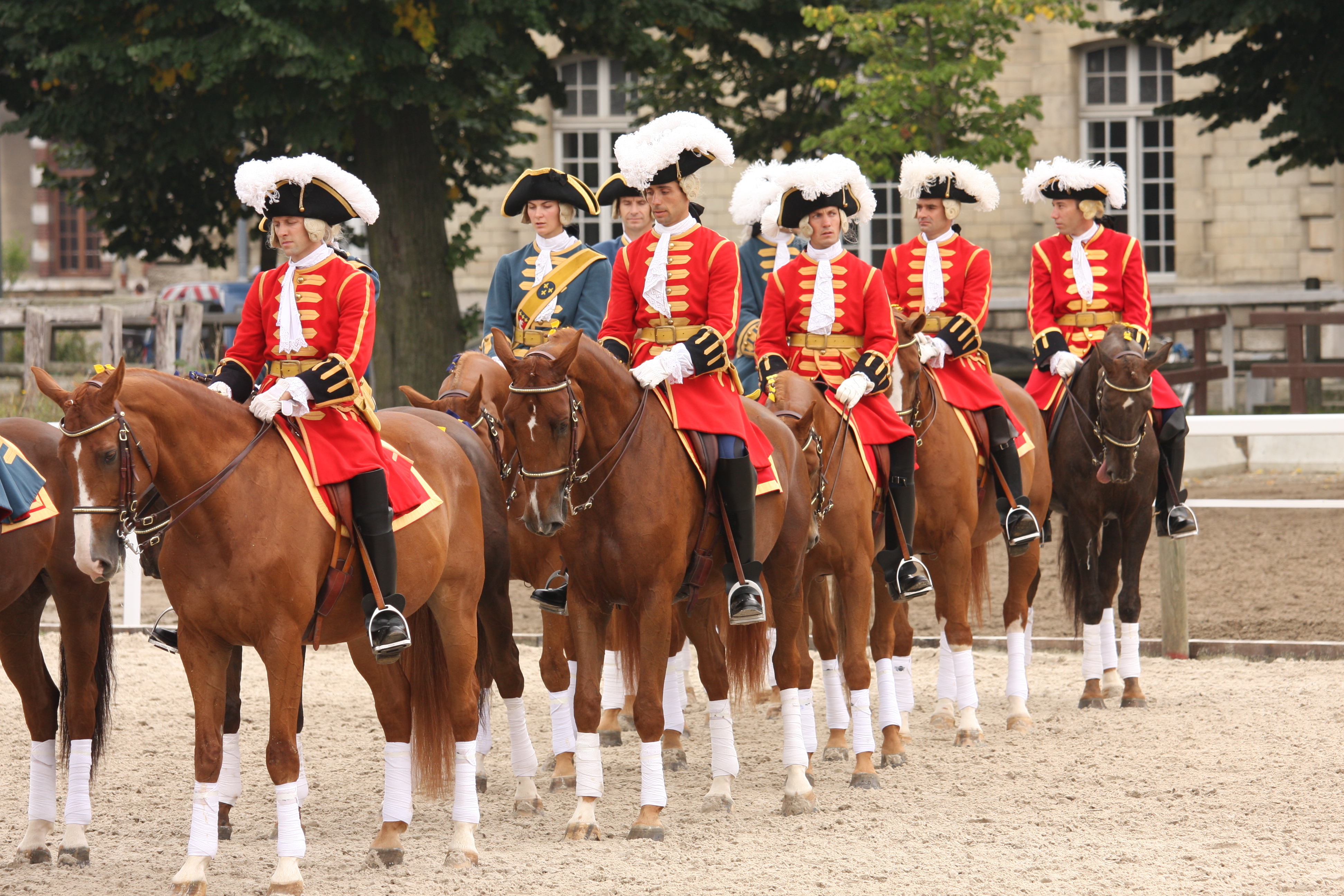
Rievocazione del 2013 con membri della Maison militaire du roi de France come dovevano apparire con le uniformi del XVIII secolo

Con il Settecento, i corpi élitari divennero ancora più esclusivi dal momento che le cariche interne iniziarono ad essere assegnate in base alle proprie disponibilità economiche e così per il grado di colonnello era necessario possedere una rendita annua di almeno 100.000-120.000 livres, oppure per un capitano dei moschettieri era necessario disporne  di 350.000 l'anno.
Dalla fine del regno di Luigi XIV, diverse ombre iniziarono a calare sulla maison militaire du roi dal momento che a questi corpi venne sempre più spesso affidato l'arresto di personaggi di rilievo come parlamentari o alte personalità contrarie al sovrano, il che contribuì a screditarli e a metterne in dubbio l'utilità. Il declino della loro importanza militare, visibile nella battaglia di Dettingen o in quella di Fontenoyè fu un'altra causa che si aggiunse. Il lungo periodo di pace attraversato dal regno di Francia, poi, ne mise in discussione il mantenimento stesso a carico dello stato per un ruolo meramente cerimoniale.
A partire dal 1764, per ordine del re, il conte de Saint-Germain, segretario di stato per la guerra, ridusse le spese interne della maison du roi sopprimendo l'ormai anacronistico corpo dei moschettieri e quello dei granatieri a cavallo, nel 1775-1776. Ridusse inoltre il numero dei cavalleggeri e delle guardie del corpo del sovrano, al punto che dopo tali riforme la sicurezza del re venne affidata solo alle guardie di palazzo ed alle Cent-Suisse.

### La Rivoluzione francese

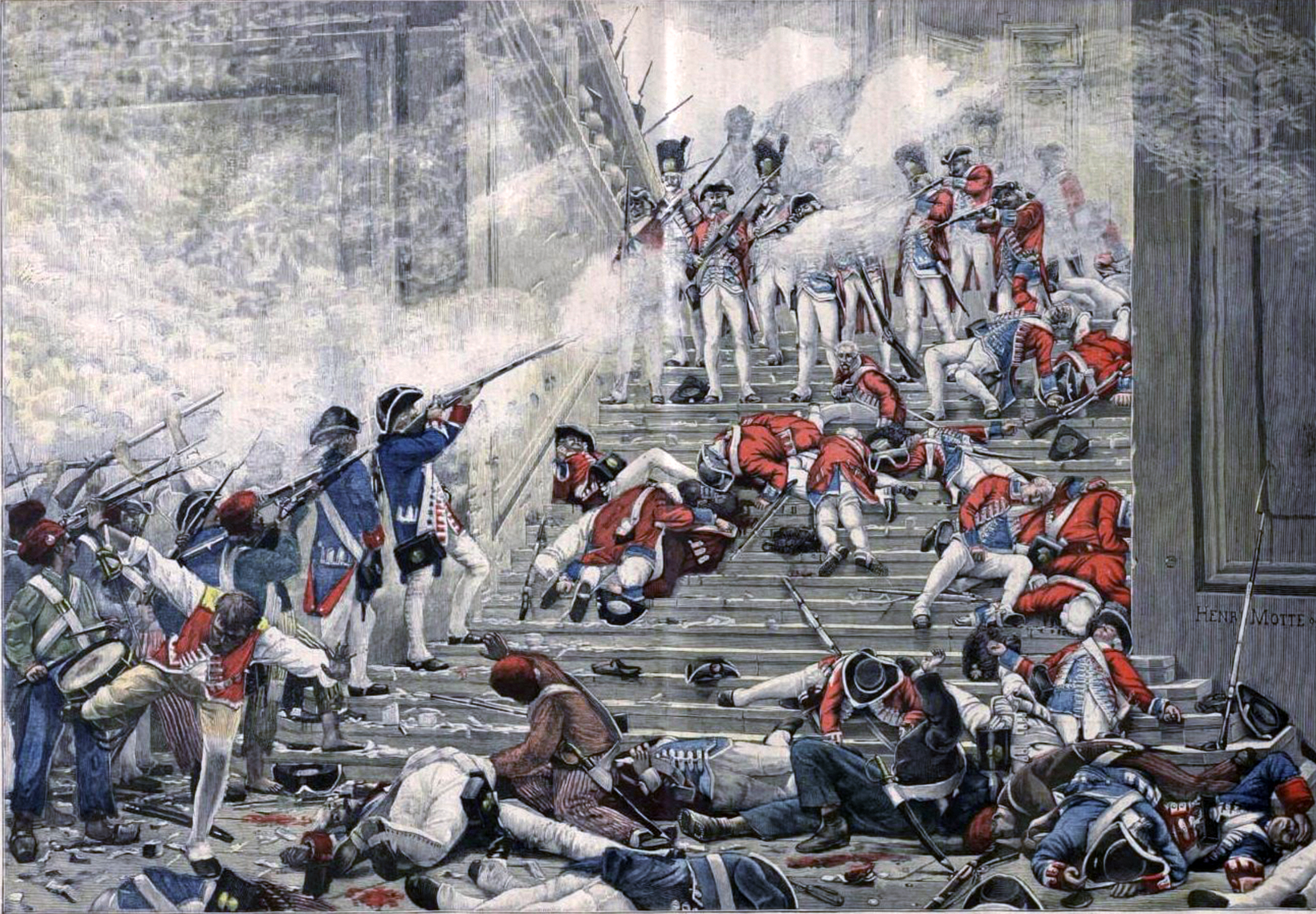
Le guardie svizzere del re di Francia difendono il palazzo delle Tuileries nel 1792

La Rivoluzione vide la fine della maison militaire du roi come pure della monarchia, nonostante gli sforzi di Luigi XVI di ridurne ulteriormente i costi. Durante le rivolte del 5 e 6 ottobre 1789, il palazzo reale venne invaso dalla folla e le guardie del corpo del re vennero perlopiù uccise o imprigionate. Alcuni scelsero di schierarsi coi rivoluzionari e parteciparono addirittura agli eventi del 1789 e finirono incorporati nella guardia nazionale di Parigi. La maison militaire venne definitivamente abolita nel 1791, mantenendo le sole Guardie Svizzere perché reputate truppe "mercenarie" e quindi pagate direttamente dal sovrano; in quella veste, le Guardie Svizzere presero parte alla difesa delle Tuileries del 1792.
La Guardia Costituzionale fu la diretta erede dell'antica guardia del corpo del re, ed operò dopo la fuga di Varennes nel 1791, nonostante la forte opposizione mossa dai giacobini.

### La Restaurazione
Dopo la prima restaurazione, Luigi XVIII tentò di ricreare l'antica maison militaire come all'epoca di Luigi XIV, ripristinando essenzialmente tutte quelle unità cerimoniali sciolte da Luigi XVI nel 1787. Il re affidò il ruolo di ufficiali di questi nuovi corpi ai vari émigré che si erano distinti durante la resistenza realista. Il breve ritorno di Napoleone nel marzo del 1815, compromise in parte questo progetto.
Con la seconda restaurazione, non venne più attuato alcun serio tentativo di restaurare la maison militaire du roi e questa venne sostituita, ad eccezione delle compagnie delle guardie del corpo e dei Cent-Suisses, da una guardia reale il cui numero aumentò progressivamente.
La Garde royale era composta da otto reggimenti di fanteria, otto reggimenti di cavalleria e un reggimento di artiglieria. Venne sciolta ufficialmente l'11 agosto 1830, in seguito ai Trois Glorieuses e alla cacciata dei Borboni da parte degli Orléans.